# Роум (округ Джефферсон, Вісконсин)
Роум (англ. Rome) — переписна місцевість (CDP) в США, в окрузі Джефферсон штату Вісконсин. Населення — 752 особи (2020).

## Географія
Роум розташований за координатами 42°59′7″ пн. ш. 88°38′59″ зх. д. / 42.98528° пн. ш. 88.64972° зх. д. (42.985280, -88.649641).  За даними Бюро перепису населення США в 2010 році переписна місцевість мала площу 10,22 км², з яких 9,60 км² — суходіл та 0,61 км² — водойми.

## Демографія
Згідно з переписом 2010 року, у переписній місцевості мешкало 689 осіб у 267 домогосподарствах у складі 191 родини. Густота населення становила 67 осіб/км².  Було 291 помешкання (28/км²).
Расовий склад населення:
| - 97,7 % — білих - 0,3 % — азіатів - 0,1 % — корінних американців - 0,1 % — чорних або афроамериканців |

До двох чи більше рас належало 1,7 %. Частка іспаномовних становила 2,8 % від усіх жителів.
За віковим діапазоном населення розподілялося таким чином: 25,5 % — особи молодші 18 років, 60,3 % — особи у віці 18—64 років, 14,2 % — особи у віці 65 років та старші. Медіана віку мешканця становила 40,8 року. На 100 осіб жіночої статі у переписній місцевості припадало 100,9 чоловіків;  на 100 жінок у віці від 18 років та старших — 109,4 чоловіків також старших 18 років.
Середній дохід на одне домашнє господарство  становив 70 530 доларів США (медіана — 57 039), а середній дохід на одну сім'ю — 75 090 доларів (медіана — 65 391). За межею бідності перебувало 8,5 % осіб, у тому числі 16,2 % дітей у віці до 18 років та 4,3 % осіб у віці 65 років та старших.
Цивільне працевлаштоване населення становило 410 осіб. Основні галузі зайнятості: освіта, охорона здоров'я та соціальна допомога — 26,3 %, мистецтво, розваги та відпочинок — 15,6 %, виробництво — 15,1 %.